# Véronique Cayla

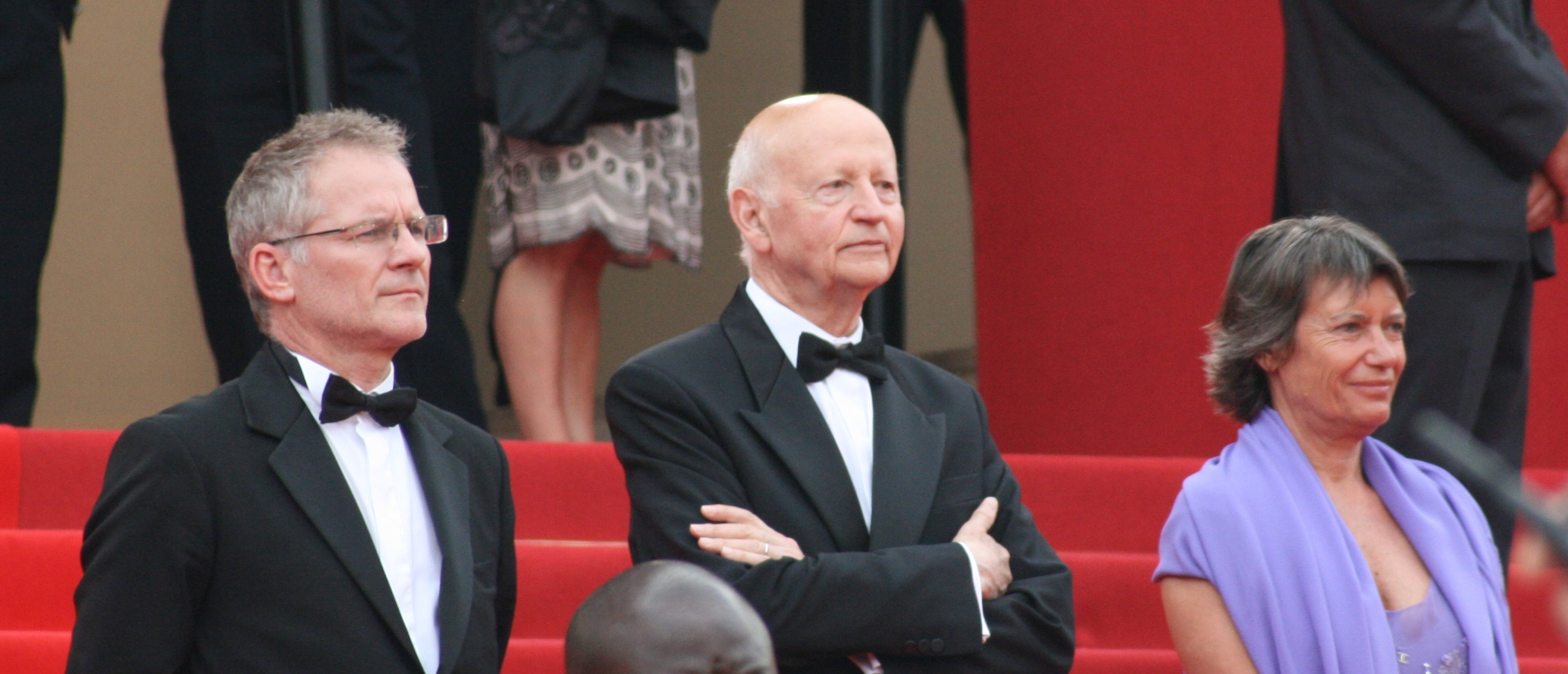
Rechts: Véronique Cayla (2009)

Véronique Cayla (* 5. Juli 1950 in Saint-Cloud) ist eine französische Kultur- und Medienmanagerin. Von 2011 bis 2020 war sie Präsidentin von arte France.

## Leben
Cayla ist die Tochter eines Bergbauingenieurs. Sie besuchte das Lycée Janson de Sailly im 16. Arrondissement von Paris. Danach studierte sie am Sciences Po, wo sie im Bereich Städtebau das Diplôme d’études approfondies (DEA) erwarb.
1973 begann sie als Referentin beim Fonds d’Intervention Culturelle. Nach weiteren Stationen wurde sie 1978 Referentin im französischen Kulturministerium. Danach war sie auf verschiedenen Ebenen für die Vidéothèque de Paris tätig. Von 1989 bis 1992 wirkte sie als Generaldirektorin der Institution. Von 1992 bis 1998 war sie Generaldirektorin der Mediengruppe MK2. Von 1999 bis 2001 war sie Mitglied im Rat für audiovisuelle Entwicklung (CSA). Sie übernahm 2001 die Direktion der Internationalen Filmfestspiele von Cannes und 2005 die Generaldirektion der Filmförderungsgesellschaft (Centre national du cinéma et de l’image animée, CNC). Von 2020 bis 2024 war sie außerdem Präsidentin der Académie des Arts et Techniques du Cinéma.
Sie war zunächst Mitglied des Verwaltungsrats von arte Frankreich und Vorsitzende der Mitgliederversammlung von arte. Im Januar 2011 wurde sie Präsidentin des deutsch-französischen Kultursenders ARTE G.E.I.E. (sie löste Gottfried Langenstein ab) und im selben Jahr Präsidentin von arte France.
Cayla ist verheiratet mit dem Chef von Euronews, Philippe Cayla, und Mutter von zwei Kindern.

## Auszeichnungen
- Ritter der Ehrenlegion
- Offizier des französischen Nationalverdienstordens
- Komtur des Ordre des Arts et des Lettres.